# Auge

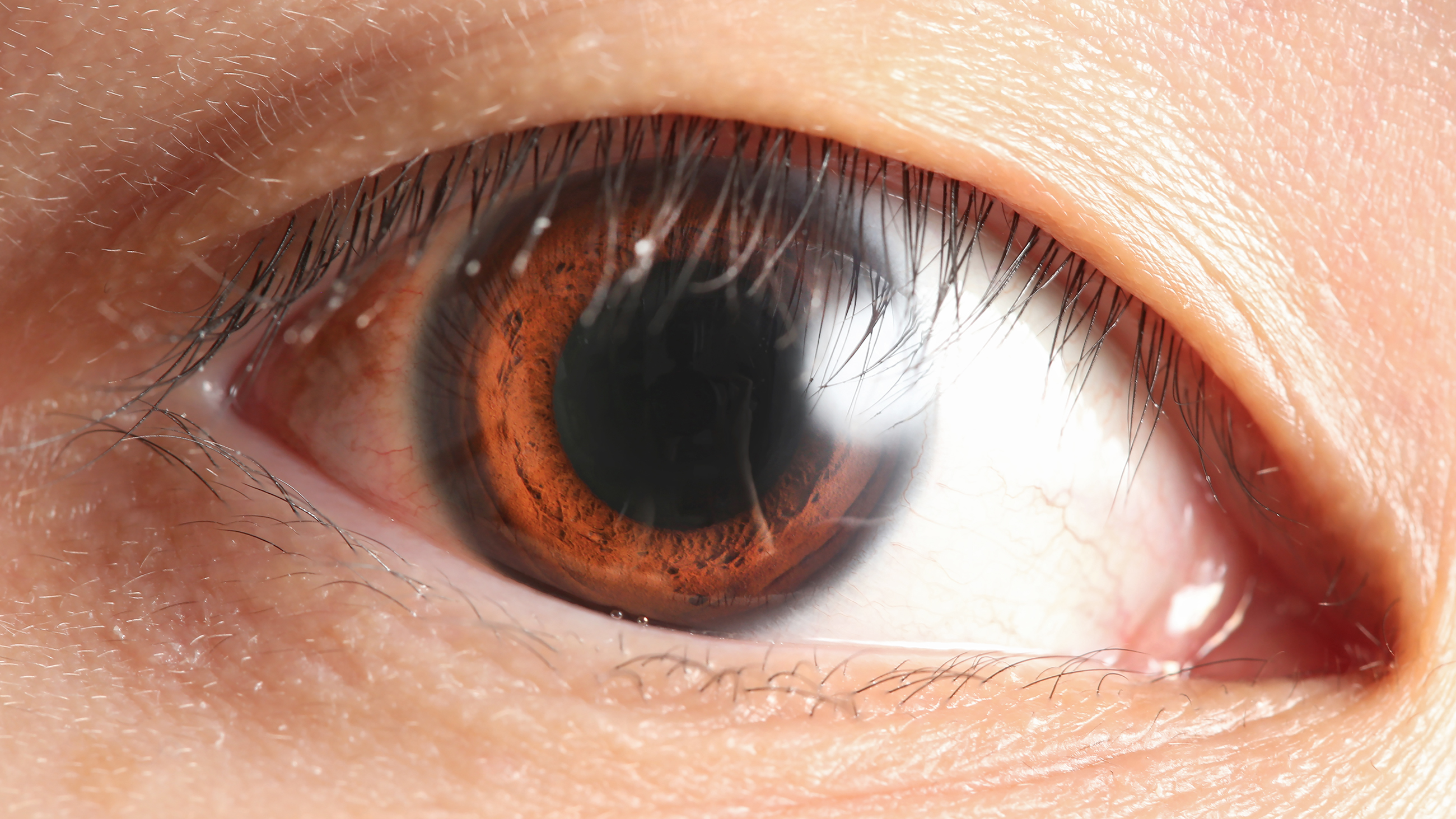
Das Auge der rechten Gesichtshälfte zeigt seine sichtbaren Bestandteile – eine weiße Sklera, eine hellbraune Iris und die schwarze Pupille, in ihrer Augenhöhle, umgeben von Lidern und Wimpern

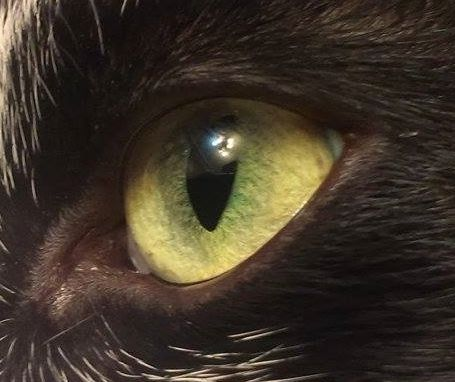
Auge einer Hauskatze

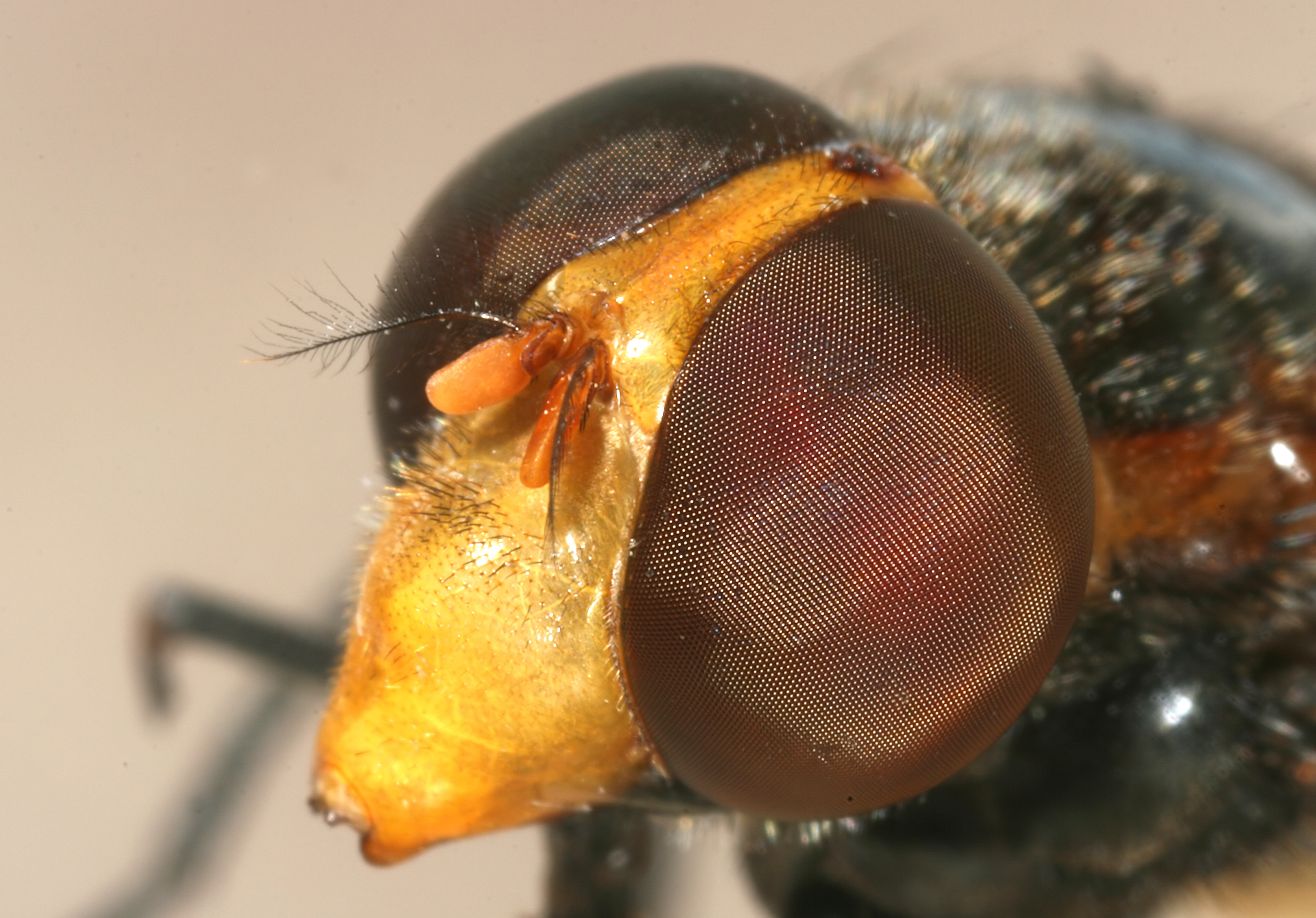
Facettenaugen einer Schwebfliege

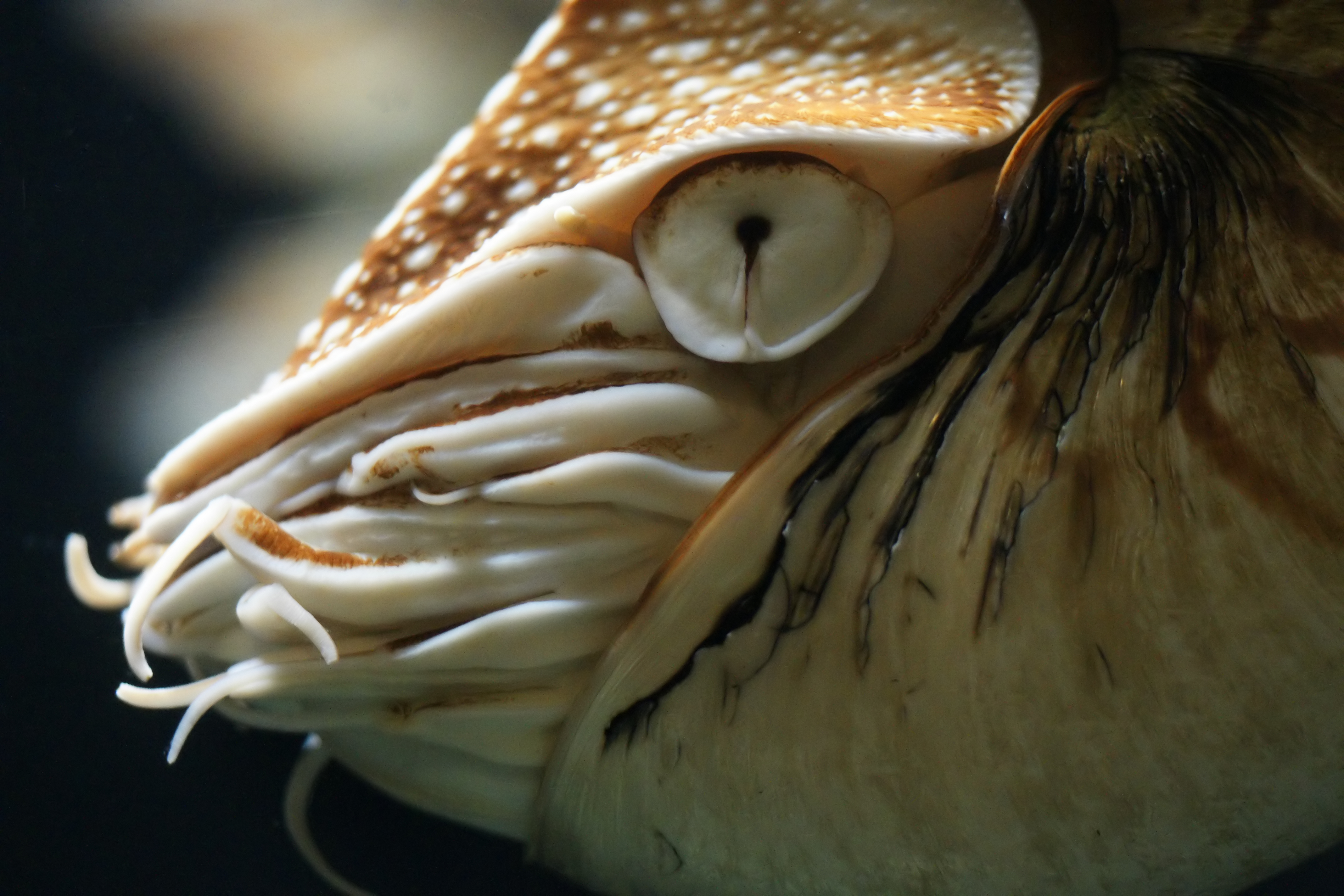
Lochauge eines Perlbootes, eines primitiven Kopffüßers

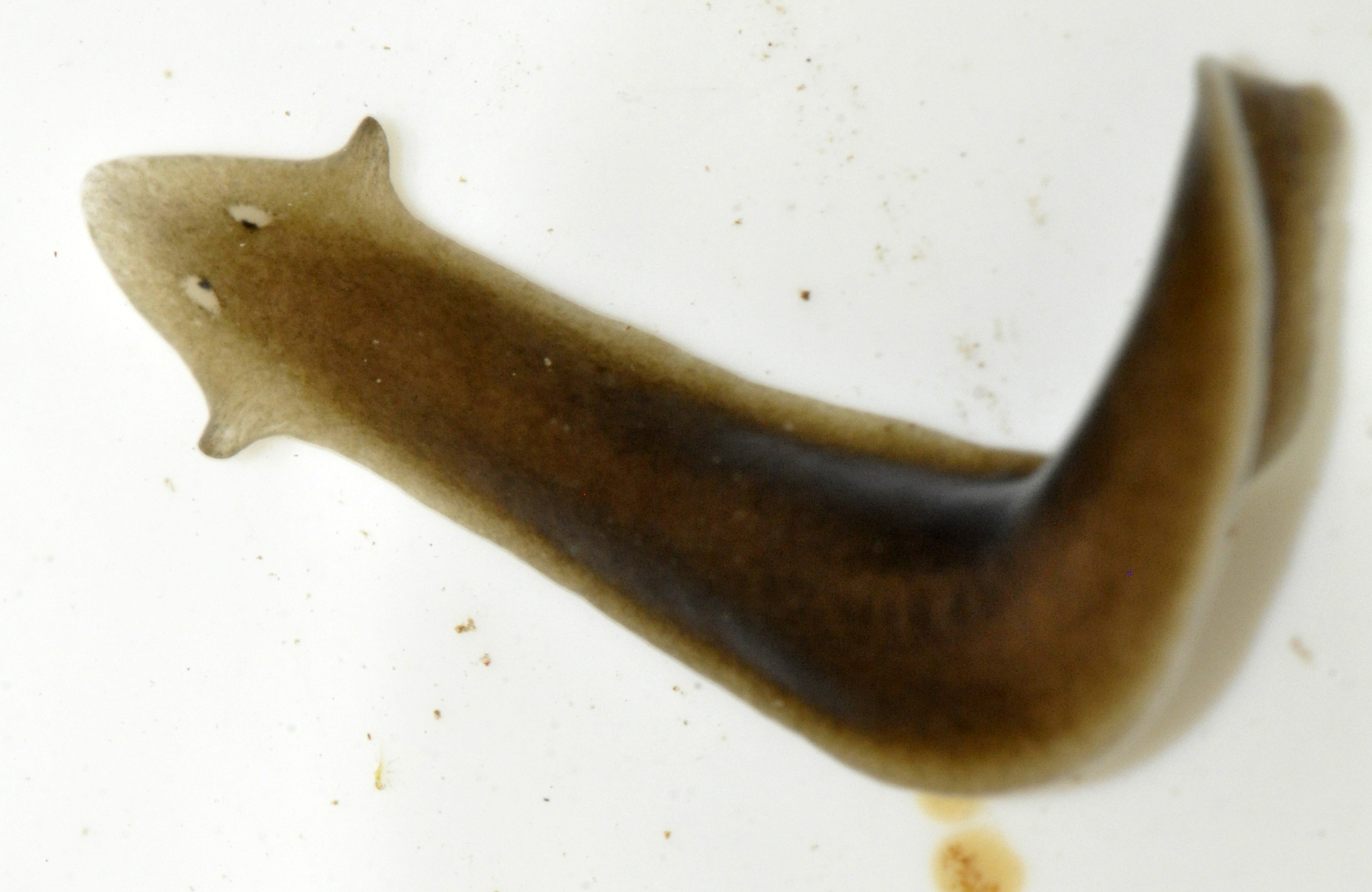
Becheraugen eines Dreieckskopfstrudelwurms

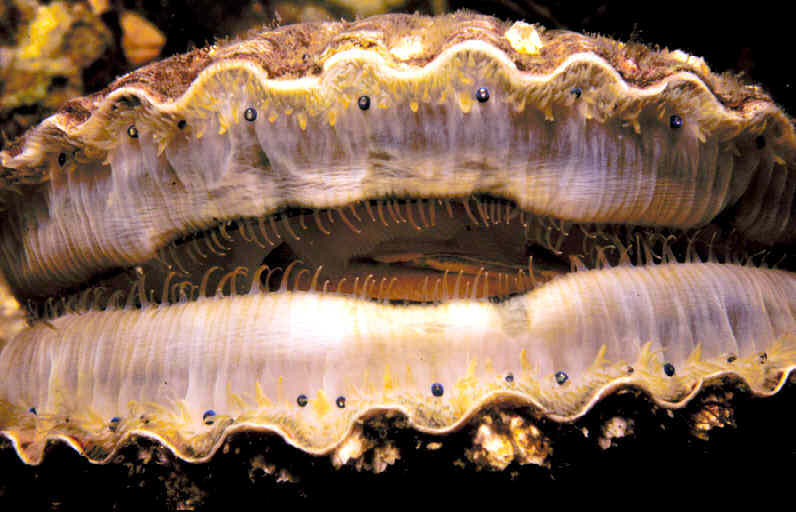
Augen auf dem Mantel einer Kammmuschel

Das Auge (altgriechisch ὀφθαλμός ophthalmós oder ὤψ ōps, lateinisch oculus) ist ein Sinnesorgan zur Wahrnehmung von Lichtreizen. Es ist Teil des visuellen Systems und ermöglicht das Sehen. Die Aufnahme der Reize geschieht mit Hilfe von Fotorezeptoren, lichtempfindlichen Nervenzellen, deren Erregungszustand durch die unterschiedlichen Wellenlängen elektromagnetischer Strahlung aus dem sichtbaren Spektrum verändert wird. Bei Wirbeltieren werden die Nervenimpulse bereits in der Netzhaut beginnend bearbeitet und gelangen über die Sehnervenbahnen zum Sehzentrum des Gehirns, wo sie schließlich zu einer visuellen Wahrnehmung verarbeitet werden.
Die Augen von Tieren unterscheiden sich in Aufbau und Funktionalität teilweise erheblich. Ihre Leistungsfähigkeit ist eng an die Anforderungen für den jeweiligen Organismus angepasst. Auch die Anzahl der Augen ist ein evolutionäres Ergebnis der Lebensumstände. Manche Tiere, deren Orientierung weniger von visuellen Eindrücken bestimmt wird, benötigen lediglich eine grobe Unterscheidung von Hell und Dunkel, andere wiederum von Kontrast- und Bewegungsmustern. Höher entwickelte Augen dienen der kontrastreichen Bildwahrnehmung, deren Qualität mit der Fähigkeit steigt, Helligkeitsunterschiede sehr differenziert wahrzunehmen (Minimum visibile). Dies drückt sich wiederum in einer entsprechenden Sehschärfe (Minimum separabile) aus, die bei Tag, Dämmerung oder Nacht sehr unterschiedlich sein kann. Wieder andere benötigen weniger ein kontrastreiches Sehen als vielmehr ein großes Gesichtsfeld oder eine differenzierte Farbwahrnehmung in verschiedenen Wellenlängenbereichen.
Mit dem Grad der visuellen Orientierung wächst die Leistungsfähigkeit des Sehsinns einer Lebensform – dies wird erreicht durch einen feineren anatomischen Aufbau und eine zunehmende Komplexität neuronaler Verknüpfungen, die der Bilderzeugung und der Bildverarbeitung dienen.

## Etymologie
Das gemeingermanische Wort „Auge“ beruht – über mittelhochdeutsch ouge von althochdeutsch ouga – auf der indogermanischen Wurzel oku̯- „sehen; Auge“ (teils okw- geschrieben). Auch im lateinischen oculus ist diese Wurzel enthalten, ebenso in den griechischen Wörtern altgriechisch ὀφθαλμός ophthalmós und ὤψ ōps, wo sie durch Sprachumwandlung von *okje zu op-/oph- jedoch schwer zu erkennen ist.

## Evolution des Auges

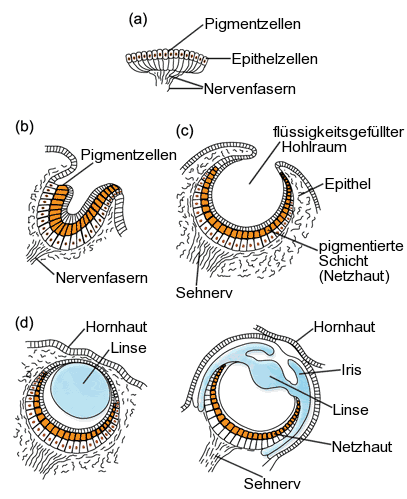
Stufen der Evolution des Auges als Progressionsreihe
(a) Pigmentfleck
(b) Einfache pigmentierte Vertiefung
(c) Augenbecher der Seeohren
(d) Linsenauge von Meeresschnecken

Es gibt Schätzungen, dass Augen der verschiedensten Bauweisen im Laufe der Evolution etwa 40 mal neu entwickelt worden seien. Dennoch spielt das Pax-6-Gen sowohl bei den Tintenfischen als auch bei Säugetieren (Mäuse) sowie Insekten eine initiative Rolle bei der frühen Entwicklung der Augen. Bei der Fruchtfliege (Drosophila melanogaster) hat das hierzu homologe Gen eyeless dieselbe Funktion. Deshalb liegt es nahe, dass all diese Augentypen einen gemeinsamen Ursprung haben. Orthologe von PAX-6 sind in vielen Chordatieren (stammesgeschichtlicher Ursprung im Präkambrium) zu finden. Fossilfunde belegen auch, dass es frühe Augen bereits vor 505 Millionen Jahren im Erdzeitalter Kambrium gab (z. B. das Lochkamera-Auge der Perlboote). Die ersten Linsen hatten Trilobiten in Facettenaugen vor 520 bis 500 Millionen Jahren.

## Zentrale Eigenschaften
Als Resultat einer visuellen Reizverarbeitung sind die Eigenschaften Richtungssehen, Sehschärfe, Gesichtsfeld, Farbsehen, Formsehen und Bewegungssehen zu nennen. Die Anforderungen der jeweiligen Lebensformen an diese Eigenschaften sind sehr unterschiedlich ausgeprägt. Zudem sind viele Spezies in der Lage, ihre Augen mit unterschiedlicher Präzision an verschiedene Objektentfernungen anzupassen (Akkommodation).

### Richtungssehen
Manche Augentypen sind auf Grund ihrer anatomischen und physiologischen Entwicklung lediglich in der Lage, die Richtung auszumachen, aus der Licht auf ihre Sinneszellen fällt. Diese Eigenschaft lässt eine nur geringe visuelle Orientierung zu, stellt jedoch gegenüber der bloßen Wahrnehmung von Hell und Dunkel eine höhere Differenzierungsmöglichkeit dar.

### Sehschärfe

Sehprobentafel im angelsächsischen Raum zur Ermittlung der Sehschärfe beim Menschen. In Europa ist der Landoltring das Normsehzeichen für Sehtests.

Mit Sehschärfe wird die Fähigkeit eines Lebewesens bezeichnet, Konturen und Muster in der Außenwelt als solche zu erkennen. Ihre Qualität ist abhängig von:
- dem Auflösungsvermögen des Augapfels,
- der Abbildungsqualität auf der Netzhaut, die durch die brechenden Medien des Auges – Hornhaut, Kammerwasser, Linse und Glaskörper – bestimmt wird,
- der Refraktion des Auges, sowie dem Brechungsindex des Mediums, welches von außen an die Hornhaut grenzt (Luft, Wasser),
- den optischen Eigenschaften des Objekts und seiner Umgebung (Kontrast, Farbe, Helligkeit),
- der Form des Objekts: die Netzhaut und das zentrale Nervensystem sind in der Lage, bestimmte Formen (horizontale und vertikale Geraden, rechte Winkel) höher aufzulösen als es dem Auflösungsvermögen des Augapfels allein entspricht.

Zur Quantifizierung hat man verschiedene Parameter definiert. Die Winkel-Sehschärfe (angulare Sehschärfe) ist das Auflösungsvermögen, bei dem zwei Sehobjekte noch als getrennt wahrgenommen werden (Minimum separabile). Die Auflösung von 1' (einer Bogenminute) entspricht einer Ortsauflösung von etwa 1,5 mm bei 5 m Abstand. Je kleiner die Winkel-Sehschärfe ist, desto besser ist die Sehschärfe. Die dimensionslose Eigenschaft Visus wird definiert, indem die Bezugsgröße 1' in Beziehung zur individuellen Winkel-Sehschärfe gesetzt wird.
Visus = 1' / (individuelle Winkel-Sehschärfe)
Je größer der Visus ist, desto besser ist die Sehschärfe. Beispiel: Wenn eine Person Punkte erst bei einem Winkelabstand von 2' trennen kann, hat sie einen Visus von 0,5. Statt Winkel können auch Entfernungen bestimmt werden. Wenn man als Bezugsgröße den Abstand d wählt, bei dem man zwei Punkte unter einem Winkel von 1' sieht, dann ist:
Visus = individueller Abstand / d
Beispiel: wenn eine Person erst im Abstand von 6 m die Punkte getrennt sehen kann, die bei 12 m einen Winkelabstand von 1' haben, hat sie einen Visus von 6/12 = 0,5.

### Gesichtsfeld

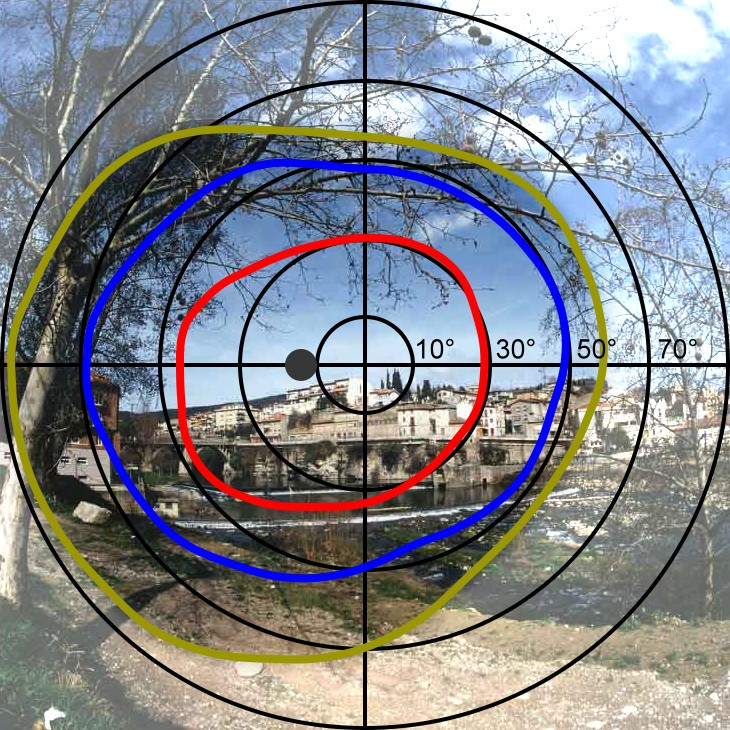
Polardiagramm vom Gesichtsfeld des linken menschlichen Auges. Man beachte, dass das hinterlegte Bild nicht maßstabsgetreu ist: Der äußere Kreis bedeutet 90°, also die seitlich liegende Umgebung; das Gesichtsfeld reicht horizontal etwas weiter nach außen (107°). Der graue Punkt stellt den Blinden Fleck dar.

Mit Gesichtsfeld bezeichnet man den Bereich des Außenraums, der bei ruhiger, gerader Kopfhaltung und geradeaus gerichtetem, bewegungslosem Blick mit unterschiedlicher Sensibilität visuell wahrgenommen werden kann. Man unterscheidet das monokulare Gesichtsfeld jeweils eines Auges von der Summe der Gesichtsfelder aller Augen eines Lebewesens. Sein Ausmaß wird in der Regel in der Einheit Sehwinkelgrad angegeben und unterscheidet sich je nach Lebewesen teils sehr deutlich. Beispiele des Ausmaßes eines horizontalen Gesichtsfeldes:
- Fliegen fast 360° (Facettenaugen)
- Frosch ca. 330°
- Turmfalke 300°
- Krokodil 290°
- Mensch 214°
- Schleiereule 160°
- Schnecken (Napfaugen und Lochaugen) etwa 100° bis 200°
- Quallen und Würmer (Flachaugen) 100° bis 180°, bei mehreren Augen größer[4]

### Farbsehen

Lineare Darstellung des Spektrums sichtbaren Lichts

Die Farbwahrnehmung ist die Fähigkeit, elektromagnetische Wellen verschiedener Wellenlängen in ihrer Intensität zu unterscheiden. Diese Fähigkeit ist im ganzen Tierreich verbreitet. Das Absorptionsspektrum der wahrgenommenen und unterscheidbaren Wellenlängen charakterisiert artspezifisch die Qualität dieser Fähigkeit. Dazu muss das Wahrnehmungssystem mindestens zwei unterschiedliche Typen von Lichtrezeptoren besitzen, um die Zusammensetzungen des Lichts erkennen zu können.

## Bauformen
Die einfachsten „Augen“ sind lichtempfindliche Sinneszellen auf der Außenhaut, die als passive optische Systeme funktionieren. Sie können nur erkennen, ob die Umgebung hell oder dunkel ist. Man spricht hier von Hautlichtsinn.
Insekten und andere Gliederfüßer haben Augen, die aus vielen einzelnen Augen zusammengesetzt sind. Diese Facettenaugen liefern ein rasterartiges Bild (nicht mehrfache Bilder, wie man vermuten könnte).
Neben den beschriebenen Augentypen mit lichtbrechenden Linsen findet man in der Natur gelegentlich auch Spiegelaugen. In den Augen der Kammmuschel (Pecten) wird das Bild durch Hohlspiegel erzeugt, die hinter der Netzhaut angeordnet sind. Die direkt vor der Netzhaut liegende Linse dient der optischen Korrektur des stark verzerrten Spiegelbildes. Die Spiegel sind nach dem Prinzip von reflektierenden Glasplatten gebaut. Mehr als 30 Schichten aus feinsten Guanin-Kristallen liegen dicht gestapelt, jede Schicht in eine Doppelmembran eingeschlossen. Auch andere Tiere haben Spiegelaugen, unter anderem der Tiefseekrebs Gigantocypris, der Hummer und die Langusten. Diese Form hat sich offenbar dort durchgesetzt, wo es weniger auf die Bildqualität und mehr auf die Lichtausbeute ankommt.

### Beschatteter Photorezeptor

Euglena
8 Photorezeptor, 9 Pigmentfleck

Manche Lebewesen wie der Regenwurm besitzen am Körperende oder verstreut einzelne Lichtsinneszellen. Deren Lage relativ zum lichtabsorbierenden Körper des Wurms bestimmt die Richtungen des Lichteinfalls, für die diese Sinneszellen jeweils empfindlich sind. Dieses Prinzip ist bereits beim Einzeller Euglena verwirklicht: Der Photorezeptor liegt hier an der Basis der Geißel und wird durch einen pigmentierten Augenfleck einseitig beschattet. Das ermöglicht es der Zelle, sich zum Licht hin zu bewegen (Phototaxis).

### Flachauge
Quallen und Seesterne besitzen viele nebeneinander liegende Lichtsinneszellen, die innen an eine Schicht aus Pigmentzellen anschließen können. Die Konzentrierung der Sinneszellen in solchen Flachaugen verbessert die Hell-Dunkel-Wahrnehmung.

### Pigmentbecherauge
In Pigmentbecheraugen liegen die Sehzellen vom Licht abgewandt (inverse Lage) in einem Becher aus lichtundurchlässigen Pigmentzellen. Das Licht kann nur durch die Öffnung des Bechers eindringen, um die Sehzellen zu stimulieren. Da daher immer nur ein kleiner Teil der Sehzellen gereizt wird, kann neben der Helligkeit auch die Einfallsrichtung des Lichts bestimmt werden. Solche Augen besitzen unter anderem Strudelwürmer und Schnecken.

### Grubenauge
Das Grubenauge unterscheidet sich vom Pigmentbecherauge durch die dem Licht zugewandte (everse) Lage der Sinneszellen und dadurch, dass die Grube mit Sekret gefüllt ist. In der Grube bilden die Sehzellen eine Zellschicht, die innen an eine Schicht von Pigmentzellen anschließt. Es ist also eine Weiterentwicklung des Flachauges. Es ermöglicht auch die Bestimmung der Intensität und der Einfallsrichtung des Lichts.

### Lochauge und Blasenauge

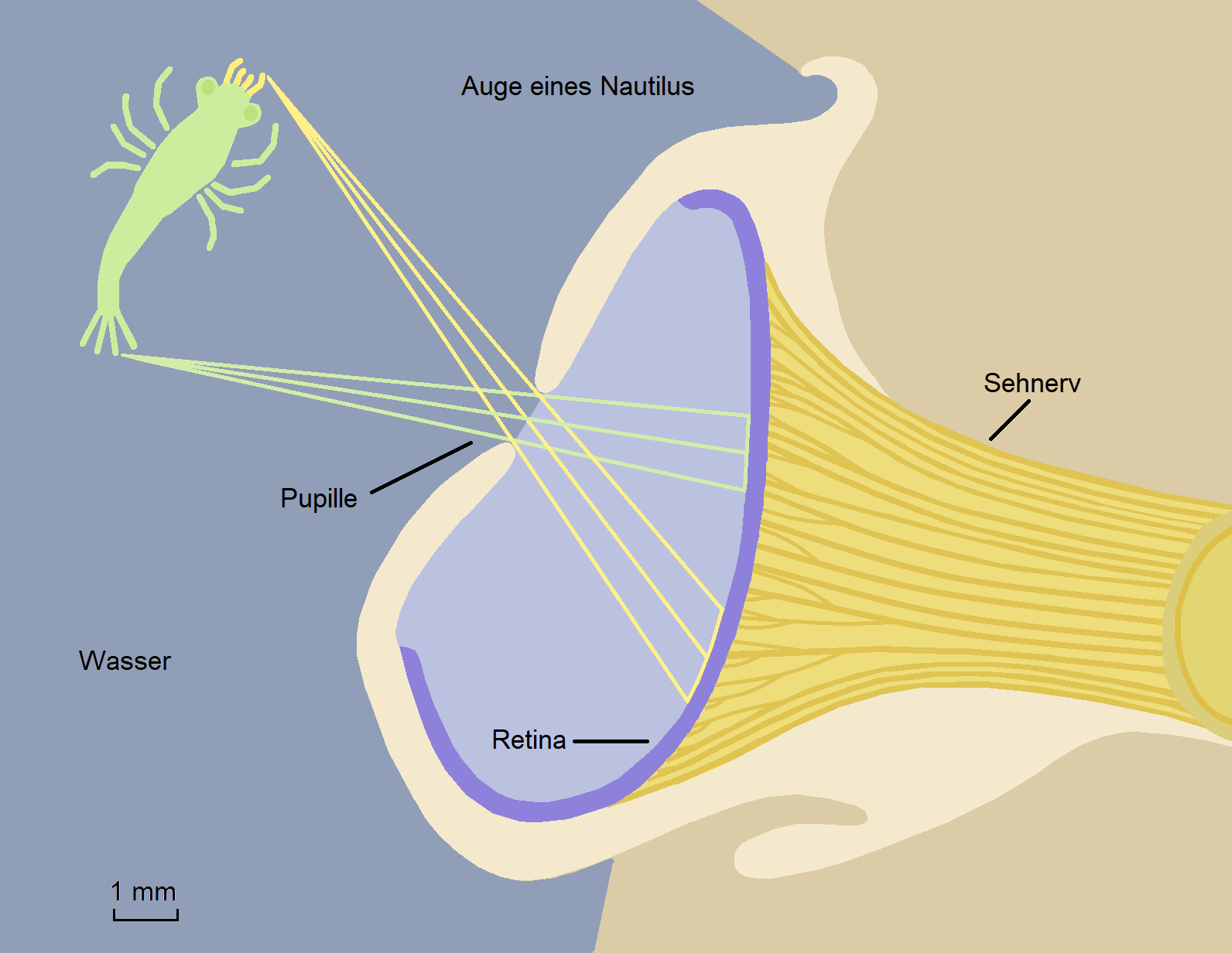
Lochauge eines Perlboots (Nautilus)

Lochaugen oder Lochkameraaugen sind weiterentwickelte Grubenaugen und funktionieren nach dem Prinzip der Lochkamera. Aus der Grube wird eine blasenförmige Einstülpung, die Öffnung verengt sich zu einem kleinen Loch und der Hohlraum ist vollständig mit Sekret gefüllt. Durch die erhöhte Anzahl der Sehzellen in einem Sehzellenepithel (Netzhaut) ist nun auch Bildsehen möglich. Das Bild ist jedoch lichtschwach, klein und steht wie bei einer Camera obscura auf dem Kopf. Die Schärfe des Bildes auf der Netzhaut hängt von der Anzahl der erregten Sehzellen ab. Da diese auch von der Entfernung vom Sehloch zum Gegenstand abhängt, ist beim Lochauge ein eingeschränktes Entfernungssehen möglich. Dieser Augentyp kommt rezent bei urtümlichen Kopffüßern wie den Perlbooten vor. Ein Lochauge mit verbesserter Leistung ist das Blasenauge, bei dem die Öffnung von einer durchsichtigen Haut bedeckt ist. Das Blasenauge entsteht aus einer Einstülpung der Epidermis, die mit einem Pigmentepithel und einer Sehzellenschicht ausgekleidet ist. Es kommt bei Hohltieren, Schnecken und Ringelwürmern vor. Je nach Durchmesser der Sehöffnung entsteht entweder ein helleres aber unschärferes oder ein dunkleres aber schärferes Bild.

### Facettenauge (Komplexauge)

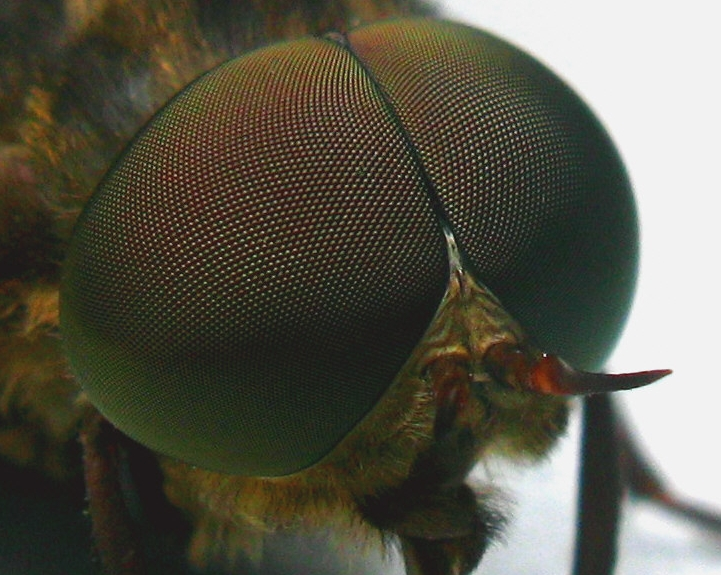
Facettenaugen einer Pferdebremse

Facettenaugen setzen sich aus einer Vielzahl von Einzelaugen (Ommatidien) zusammen, von denen jedes acht Sinneszellen enthält. Jedes Einzelauge sieht nur einen winzigen Ausschnitt der Umgebung, das Gesamtbild ist ein Mosaik aus allen Einzelbildern. Die Anzahl der Einzelaugen kann zwischen einigen Hundert bis hin zu einigen Zehntausend liegen. Die Auflösung des Facettenauges ist durch die Anzahl der Einzelaugen begrenzt und ist daher weit geringer als die Auflösung des Linsenauges. Allerdings kann die zeitliche Auflösung bei Facettenaugen deutlich höher sein als bei Linsenaugen. Sie liegt etwa bei fliegenden Insekten bei 250 Bildern pro Sekunde (also 250 Hz), was etwa dem vierfachen des menschlichen Auges mit 60 bis 65 Hz entspricht. Dies verleiht ihnen eine extrem hohe Reaktionsgeschwindigkeit. Die Farbempfindlichkeit des Facettenauges ist in den ultravioletten Bereich verschoben. Außerdem verfügen Spezies mit Facettenaugen über das größte Blickfeld aller bekannten Lebewesen. Zu finden sind diese Augen bei Krebsen und Insekten.
Zusätzlich besitzen viele Gliederfüßer Ocellen, kleinere Augen, die sich häufig auf der Stirnmitte befinden und sehr unterschiedlich aufgebaut sein können. Bei einfachen Ocellen handelt es sich um Grubenaugen. Besonders leistungsfähige Ocellen besitzen eine Linse oder, wie bei den Spinnentieren, auch einen Glaskörper, es handelt sich also um kleine Linsenaugen.

### Linsenauge

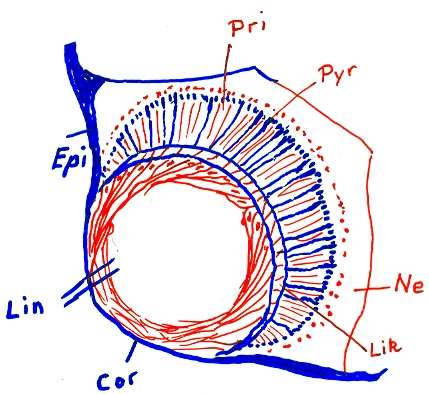
Auge der Würfelqualle Carybdea marsupialis, Epi  Epidermis, Cor  Cornea (Augenhornhaut), Lin  Linse [rot] (teilweise glasklar, teilweise noch mit erkennbaren Zellen), Lik  Linsenkapsel, Pri  Prismenzellen, Pyr  Pyramidenzellen
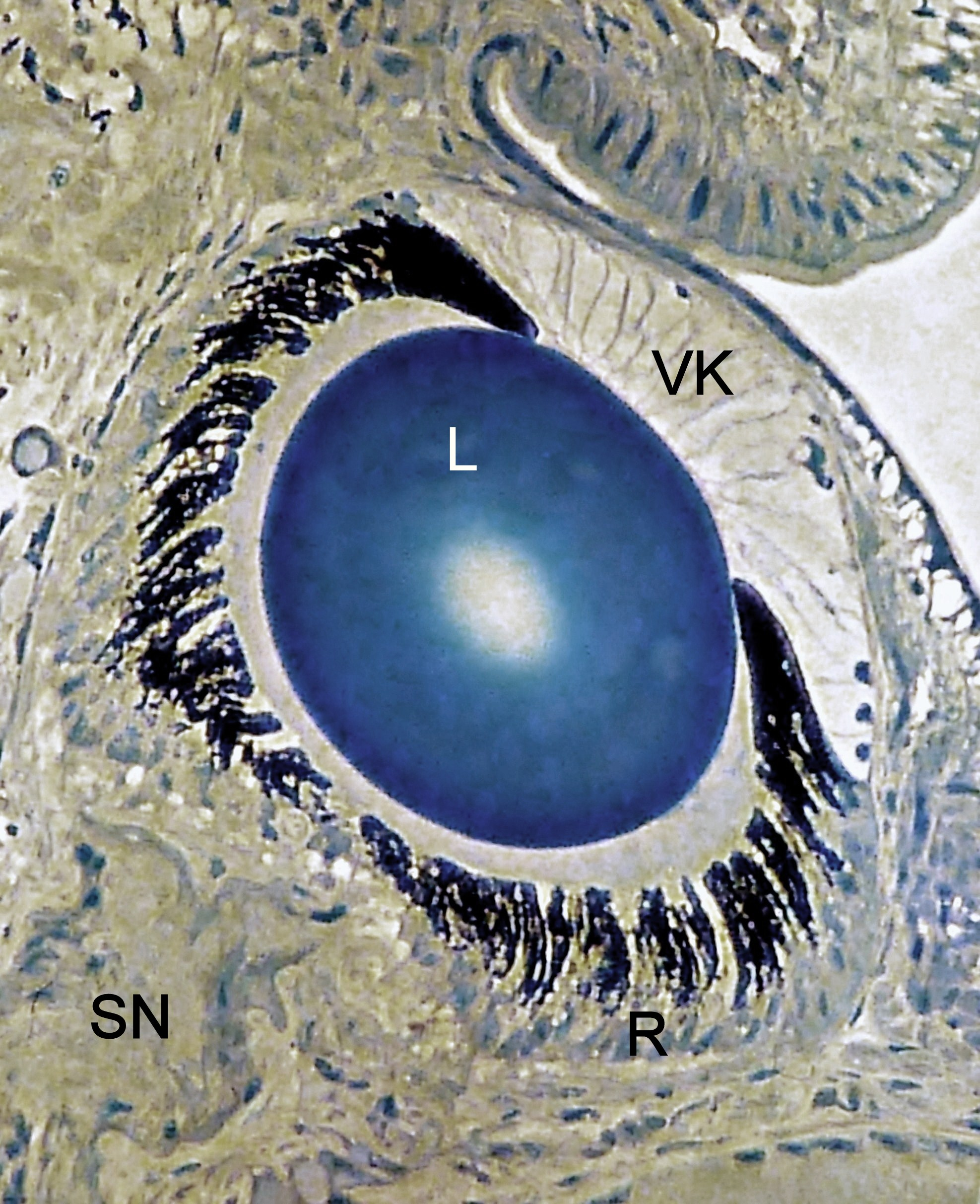
Semidünnschnitt durch das Auge einer Weinbergschnecke. VK vordere Kammer, L Linse in der hinteren Kammer, R Retina, SN Sehnerv (Toluidinblau, Phasenkontrast)
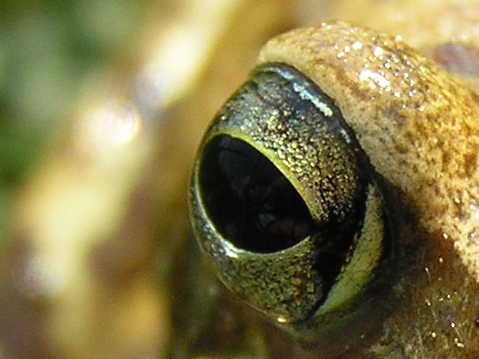
Auge eines Frosches

Das einfachste Linsenauge hat noch nicht den komplizierten Aufbau des Wirbeltierauges. Es besteht aus nicht viel mehr als Linse, Pigmentzellen und Retina. Ein Beispiel hierfür ist das Linsenauge der Würfelqualle Carybdea marsupialis. Zudem schauen die Augen an den vier Sinneskörpern am Schirmrand der Qualle in den Schirm hinein. Dennoch kann sie damit gut genug sehen, um Rudern auszuweichen, an denen sie sich verletzen könnte.
Auch manche Ocellen der Gliederfüßer sind einfache Linsenaugen.
Obwohl sich die Augen von Wirbeltieren, Tintenfischen und Einzellern im Aufbau stark ähneln, haben sie diese sehr ähnliche Funktionsweise phylogenetisch unabhängig voneinander entwickelt. Dies wird bei der Bildung der Augen bei den Embryonen sichtbar: Während sich Linsenaugen bei Mollusken durch eine Einstülpung der embryonalen Epidermis entwickeln, wodurch die Sehzellen dem Licht zugewandt sind, entwickeln sich die Linsenaugen der Wirbeltiere aus einer Ausstülpung des Gehirns, wodurch die Sehzellen dem Licht abgewandt sind (inverse Retina).
Ein Krötenauge besitzt schon die meisten Teile, die auch das menschliche Auge hat, nur die Augenmuskeln fehlen. Deshalb kann eine Kröte, wenn sie selber ruhig sitzt, keine ruhenden Gegenstände sehen, da sie nicht zu aktiven Augenbewegungen fähig ist und das Bild auf der Netzhaut dadurch verblasst, wenn es unbewegt ist.
Bei den höchstentwickelten Linsenaugen fällt das Licht auf einen mehrstufigen dioptrischen Apparat, durch den es auf die Netzhaut geworfen wird, die nun zwei Arten von Sinneszellen enthält, Stäbchen und Zapfen. Die Einstellung auf Nah- und Fernsicht wird durch eine elastische Linse ermöglicht, die von Zonulafasern gestreckt bzw. gestaucht wird. Die Linsenaugen mit der höchsten Sehschärfe findet man bei Wirbeltieren.
So ist zum Beispiel bei Greifvögeln die Fähigkeit entwickelt, Objekte in einem Bereich der Netzhaut stark vergrößert zu sehen, was insbesondere beim Kreisen in großer Höhe beim Lauern auf Beute vorteilhaft ist.

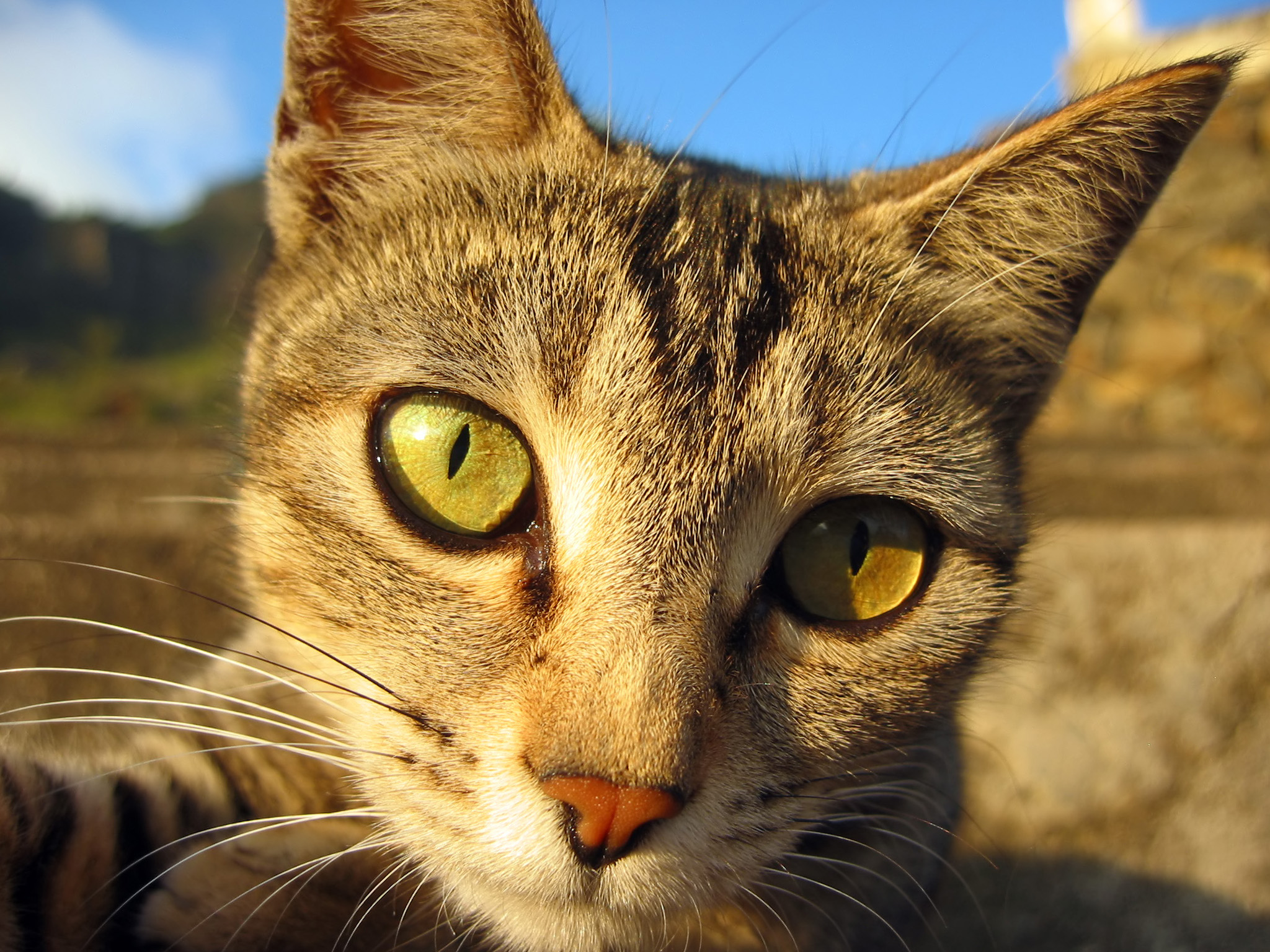
Katzenauge mit Schlitzpupille

Nachttiere wie Katzen, Eulen und Rehe, aber auch Schafe realisieren durch eine retroreflektierende Schicht (meist grün oder blau) hinter der Netzhaut einen Zugewinn an Empfindlichkeit, was ihnen als Nachttieren (Räubern wie Beute) zugutekommt (Siehe hierzu: Tapetum lucidum).
Bei Katzen findet man zusätzlich eine sogenannte Schlitzblende, die beim Öffnungsverhältnis größere Unterschiede als Lochblenden erlaubt. Beim Tagsehen werden aber bei Schlitzblenden periphere Strahlbündel weniger als bei Lochblenden unterdrückt, so dass hier die Sehschärfe schlechter ist.
Im Verhältnis zur Körpergröße sind die Augen bei nachtaktiven Tieren deutlich größer als bei den tagaktiven.
Für die Leistungsfähigkeit eines Auges ist neben der Form des Auges und der Zahl und Art der Stäbchen und Zapfen auch die Auswertung der Wahrnehmungen durch die Nervenzellen im Auge und im Gehirn sowie die Augenbewegungen und die Lage der Augen am Kopf sehr wesentlich.
Die Auswertung im Gehirn kann von Art zu Art stark variieren. So hat der Mensch sehr viel mehr unterschiedliche Bereiche zur Bildauswertung und zum Bilderkennen im Gehirn als ein Spitzhörnchen.
Generell kann die Funktion des Linsenauges mit einer Kamera verglichen werden. Bei den Perlbooten, die keine Linse besitzen, gewährleistet eine sehr kleine Pupille wie bei einer Lochkamera die Bildschärfe, aber das erzeugte Bild ist relativ lichtschwach. Bei den meisten Cephalopoden jedoch (z. B. beim Oktopus) verändert die Irismuskulatur den Pupillendurchmesser wie die Blende einer Kamera. Durch eine Linse, die vor und zurück bewegt werden kann, wird das Licht auf die Retina fokussiert entsprechend der Schärfeneinstellung mit einem Objektiv. Auch bei vielen Fischen erfolgt die Scharfstellung durch Verschieben einer kugelförmigen Linse. Menschen und andere Säugetiere hingegen fokussieren, indem sie die Form der Linse verändern und damit ihre Brechkraft anpassen.

### Wirbeltierauge

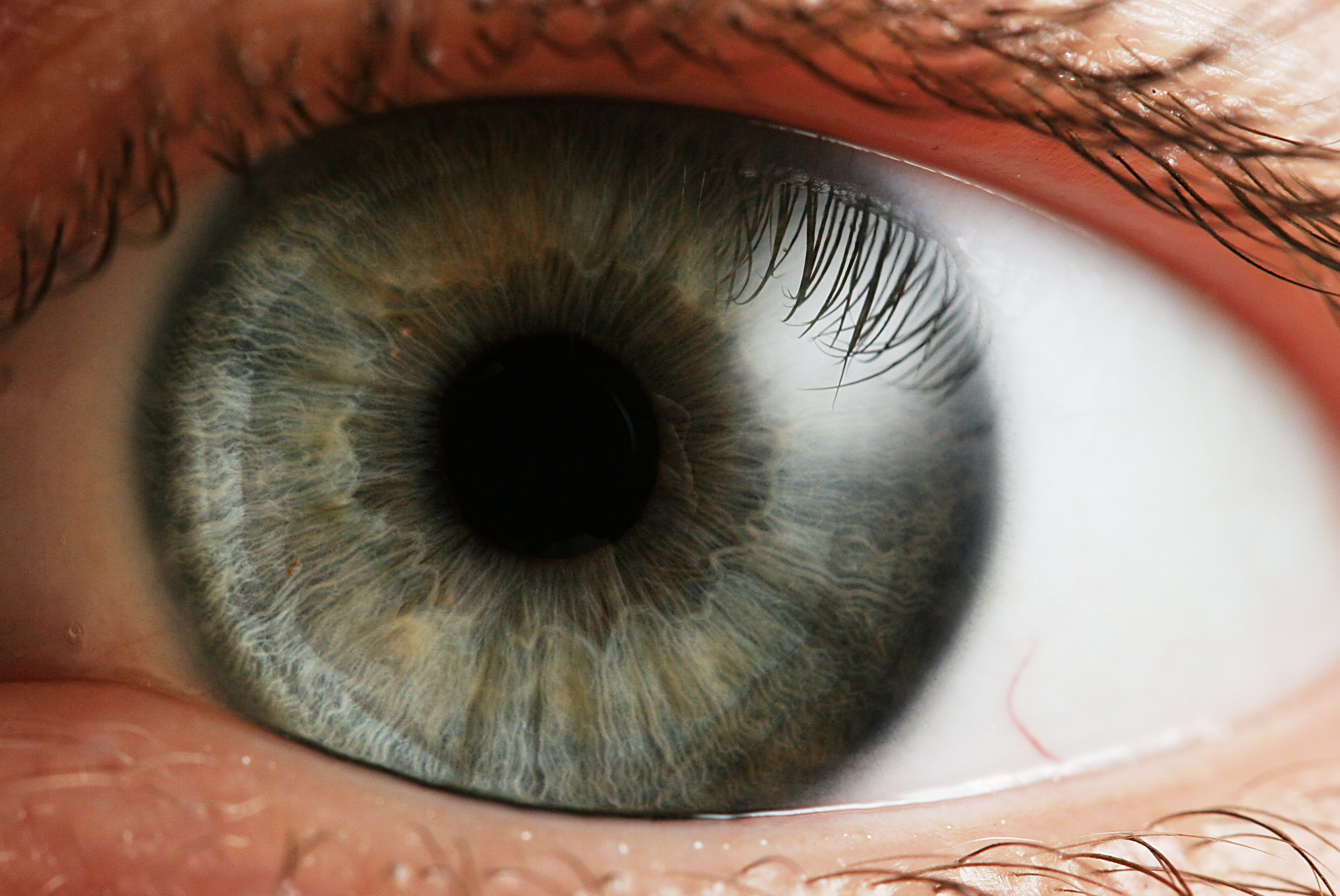
Äußerlich sichtbare Teile eines menschlichen Auges

Die Augen der Wirbeltiere sind sehr empfindliche und teils hoch entwickelte Sinnesorgane. Sie liegen geschützt und eingebettet in einem Muskel-, Fett- und Bindegewebspolster in den knöchernen Augenhöhlen (Orbita) des Schädels. Bei landlebenden Wirbeltieren wird das Auge nach außen hin durch die Augenlider geschützt, wobei der Lidschlussreflex eine Schädigung durch Fremdkörper und andere äußere Einwirkungen verhindert. Zudem bewahrt er die empfindliche Hornhaut durch ständiges Benetzen mit Tränenflüssigkeit vor dem Austrocknen. Auch die Wimpern dienen dem Schutz vor Fremdkörpern, Staub und kleineren Partikeln.
Das Sehorgan (Organon visus) der Wirbeltiere kann in drei Untereinheiten gegliedert werden:
- den Augapfel (lateinisch Bulbus oculi),
- die Anhangsorgane des Auges und
- die Sehbahn.[4]

Der Aufbau des Auges beim Menschen entspricht in groben Zügen dem bei anderen Wirbeltieren. Gleichwohl finden sich bei manchen Vögeln, Reptilien und wasserlebenden Wirbeltieren teils erhebliche Unterschiede hinsichtlich ihrer Funktionalität und Leistungsfähigkeit. Äußerlich sichtbar sind lediglich die Hornhaut, Sklera und Bindehaut, Iris und Pupille, sowie die Augenlider und ein Teil der abführenden Tränenwege (Tränenpünktchen).

#### Augapfel

Augapfel und Sehnerv beim Menschen (Darstellung eines horizontalen Querschnitts des linken Auges von oben)

Der Augapfel (lateinisch Bulbus oculi) ist ein fast kugelförmiger Körper, dessen Hülle aus drei konzentrischen Schichten, Lederhaut, Aderhaut und Netzhaut, besteht, die alle unterschiedliche Aufgaben haben. Der Innenraum des Augapfels enthält unter anderem den Glaskörper (Corpus vitreum), die Linse (Lens) mit Zonulafasern und Ziliarkörper (Corpus ciliare), die hintere Augenkammer (Camera posterior bulbi), die Regenbogenhaut (Iris) sowie die vordere Augenkammer (Camera anterior bulbi). Zudem besitzt der Augapfel ein optisches System, den sogenannten dioptrischen Apparat, welcher ein scharfes Sehen erst möglich macht. Dieses System besteht neben der Linse und dem Glaskörper aus dem Kammerwasser und der Hornhaut.

#### Anhangsorgane

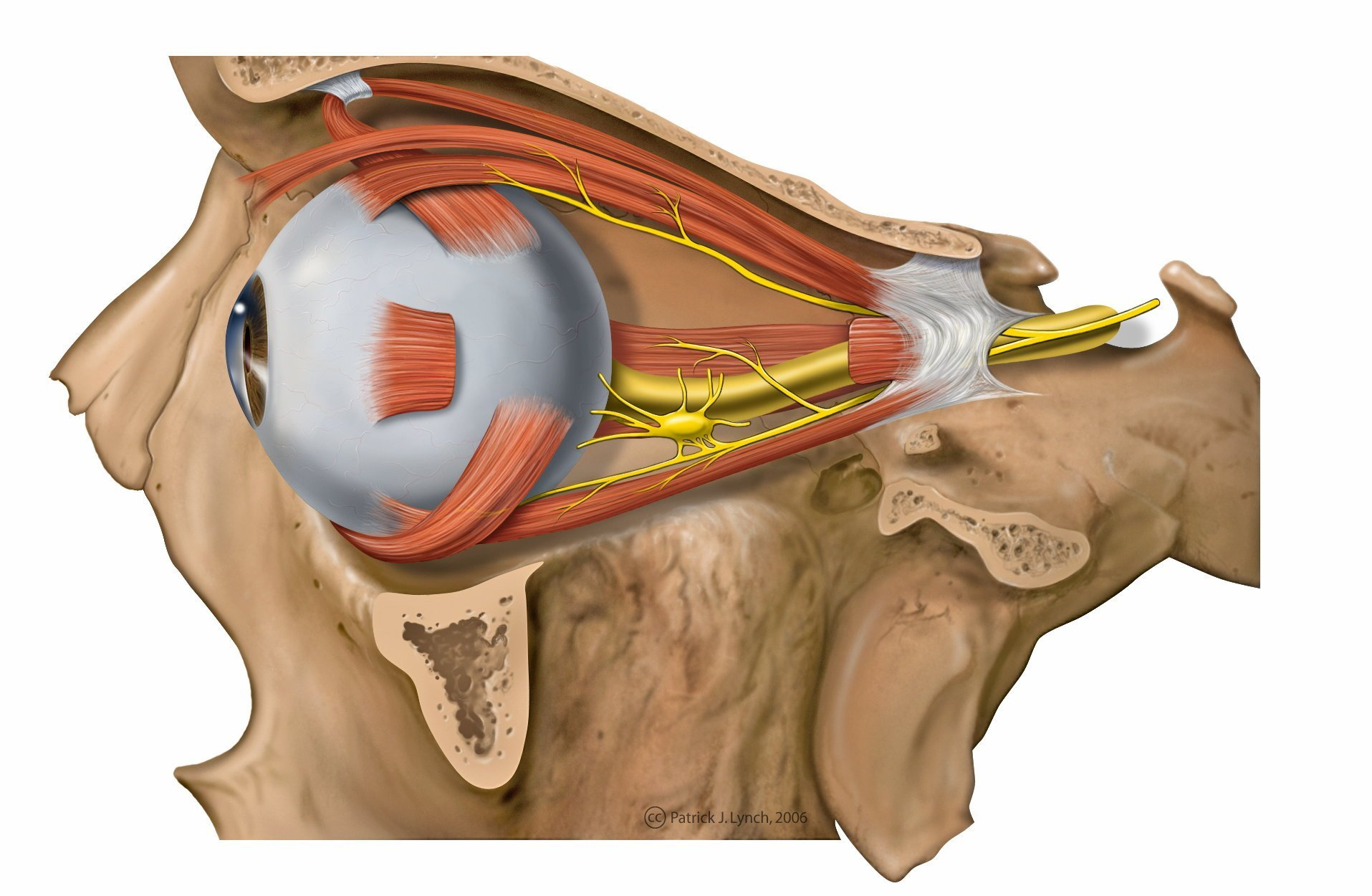
Äußere Augenmuskeln des linken menschlichen Auges

Zu den Anhangsorganen des Auges gehören der Tränenapparat, die Augenmuskeln, die Bindehaut und die Augenlider.
Der Tränenapparat landlebender Wirbeltiere besteht aus der für die Produktion von Tränenflüssigkeit zuständigen Tränendrüse, sowie aus den zu- und ableitenden Gefäßen und Kanälen, den Tränenwegen, die die Tränenflüssigkeit transportieren. Das gesamte Organ dient der Versorgung der vorderen Augenabschnitte, ihrer Reinigung und ihrem Schutz.
Um die Augen bewegen zu können, verfügt das Wirbeltierauge über sieben (beim Menschen sechs) äußere Augenmuskeln. Sie sind unterteilt in vier gerade und zwei schräge Augenmuskeln, die das Auge jeweils in die unterschiedlichsten Richtungen ziehen können. Je nach Augenstellung verfügen die Muskeln über mehr oder weniger ausgeprägte Haupt- und Teilfunktionen, die sich in der Hebung, Senkung, Seitwärtswendung oder Rollung des Augapfels ausdrücken. Die so ausgelösten Augenbewegungen erfolgen einerseits mit dem Ziel, Objekte im Außenraum fixieren zu können, andererseits um das Blickfeld zu vergrößern. Zudem sind sie bei manchen Spezies Voraussetzung für die Entstehung von räumlichem Sehen.
Die Bindehaut, auch Konjunctiva genannt, ist eine Schleimhaut im vorderen Augenabschnitt. Sie beginnt an der Lidkante und überzieht die hintere, dem Augapfel zugewandte Fläche der Augenlider. Dieser Schleimhautüberzug wirkt wie ein weiches Wischtuch und verteilt beim Lidschlag die Tränenflüssigkeit über der Hornhaut, ohne diese zu verletzen.
Das Augenlid ist eine dünne, aus Muskeln, Bindegewebe und Haut bestehende Falte, die ein Auge vollständig bedecken kann, um es unter anderem mittels eines Reflexes (Lidschlussreflex) vor äußeren Einwirkungen und Fremdkörpern zu schützen. Es verteilt bei jedem Lidschlag Tränenflüssigkeit, die sich in Form eines Tränenfilms über der vorderen Augapfelfläche anlagert und so die empfindliche Hornhaut sauber und feucht hält. Fische besitzen keine Augenlider.

#### Sehbahn
Als Sehbahn bezeichnet man alle Übertragungsleitungen und neuronalen Verschaltungen des visuellen Systems vom Auge bis zum Gehirn. Hierzu zählen die Netzhaut im Auge, der Sehnerv bis zu seinem Verlauf an der Sehnervenkreuzung, sowie den sich daran anschließenden Tractus opticus. Im seitlichen Kniehöcker des Thalamus im Zwischenhirn (Corpus geniculatum laterale) finden die ersten Verschaltungen der Sehbahn außerhalb der Netzhaut statt. Sie setzt sich fort als sogenannte Gratioletsche Sehstrahlung bis zur primären Sehrinde.